# Ада Маршанія
Ада Лориківна Маршанія (груз. ადა მარშანია; нар.. 1 липня 1961, Сухумі, Грузинська РСР) — грузинська державна та політична діячка. Працювала в органах влади у вигнанні Автономної Республіки Абхазія. Політична секретарка Альянсу патріотів Грузії, партії, яка пройшла в парламент Грузії на виборах 2016 року.

## Життєпис
Ада Маршанія народилася 1 липня 1961 року в Сухумі в сім'ї радянського вченого і державного діяча Лорика Маршанія. 
Вона належить до одного з давніх княжих родів Абхазії — Маршанія (абх. Маршьан, абаз. Маршан, адиг. Марчінуко, убих. Маршеньє).
Дитинство провела в Сухумі, де й закінчила середню школу номер 19. Після закінчення школи вступила до Ленінградського державного університету на юридичний факультет, який закінчила за спеціальністю «правознавство».
Одружена.

## Політична діяльність
Після повернення до Грузії Ада Маршанія займалася суспільно-політичною діяльністю, брала участь у національно-визвольному русі, що завершився проголошенням незалежності Грузії в 1990 році та розпадом СРСР в 1991 році. Після проголошення незалежності і початку збройного конфлікту в Абхазії була змушена переїхати до Тбілісі разом зі своєю сім'єю.
Ада Маршанія обиралася депутаткою Державної ради Грузії в 1992—1995 роках, депутаткою Парламенту Грузії у 1995—1999 роках і 1999—2004 роках. У 2003 році брала участь в роботі парламентської делегації Грузії в ОБСЄ, обговорювала шляхи вирішення абхазького конфлікту.
З 2011 року веде на телевізійному каналі «Об'єктив» цикл передач, присвячених ситуації в Абхазії і проблемам абхазьких біженців.
Після приходу до влади уряду Міхеіла Саакашвілі Ада Маршанія перейшла в опозицію, була членкинею Лейбористської партії Грузії і брала участь у виборах 2008 року у складі партійного списку під номером 12, а також по мажоритарному округу в Зугдіді.
Згодом Ада Маршанія вийшла з лейбористської партії і вступила до руху «Опір» Давида Тархан-Моураві, брала участь в акціях протесту проти політики уряду М. Саакашвілі. У грудні 2012 року А. Маршанія вступила до політичної партії Альянс патріотів Грузії, створенлої Ірмою Інашвілі та Давидом Тархан-Моураві. Згодом обрана політичною секретаркою партії.
В 2016 році, за підсумками парламентських виборів, Ада Маршанія пройшла до грузинського парламенту за списком Альянсу патріотів під номером 2.